# Signify
Signify N.V. (ehemals Philips Lighting) mit Sitz in Eindhoven ist ein börsennotierter Hersteller für Lichttechnik. Signify betreibt das Geschäft unter verschiedenen Marken, u. a. Philips, Interact, Modular, Color Kinetics, Strand, Vari-Lite, WiZ und UHP.

## Geschichte
Signifys ehemaliger Mutterkonzern Philips wurde im Jahr 1891 als „Philips‘ Gloeilampenfabrieken“ in Eindhoven, Niederlande, gegründet. Philips produzierte und vermarktete zunächst vor allem Glühlampen. Obwohl sich Philips im Verlauf des 20. Jahrhunderts durch stetige Ausweitung des Produktangebots und der Geschäftsfelder zu einem universellen Elektrokonzern entwickelte, blieb die Beleuchtung ein wesentlicher Teil der Konzerntätigkeit, zusammengefasst unter „Philips Lighting“. Im Zuge der technologischen Veränderungen in der Beleuchtungsindustrie begann das Unternehmen ab 2008 mit dem Verkauf der ersten kommerziellen LED-Retrofitlampen. Die digitale Entwicklung führte 2012 zur Markteinführung der ersten vernetzten Beleuchtungssysteme: Philips CityTouch für das Management von Straßenbeleuchtung und Philips Hue für intelligente Beleuchtung zu Hause.
2016 wurde Philips Lighting durch Trennung vom Mutterkonzern zu einem eigenständigen Unternehmen und ist seitdem an der Amsterdamer Börse Euronext notiert. Im März 2018 wurde die Plattform Interact für vernetzte Beleuchtung im Internet der Dinge eingeführt. Außerdem stellte Philips Lighting in dieser Zeit erstmals seine LiFi-Technik (Light Fidelity) vor, eine drahtlose Datenübertragungs- und Kommunikationstechnologie über Lichtwellen. Um diesem Kommunikationsaspekt in der Lichtanwendung im Firmennamen Ausdruck zu verleihen, wurde Philips Lighting am 16. Mai 2018 zu Signify umfirmiert. Viele Produkte und Angebote werden von dem Unternehmen weiterhin unter der Marke Philips vermarktet und vertrieben.

## Deutschland, Österreich und die Schweiz
Der Vertrieb des Unternehmens für die Länder Deutschland, Österreich und der Schweiz hat seinen Hauptsitz in Hamburg. Die Vertriebstöchter sind die Signify GmbH für Deutschland, die Signify Austria GmbH mit Sitz in Wien und die Signify Switzerland AG mit Sitz in Affoltern am Albis.
Mit Aachen gibt es einen weiteren Standort in Deutschland, an dem die Systementwicklung und das Produktmanagement der vernetzten Systeme für die öffentliche und die Straßenbeleuchtung angesiedelt ist.

## Angebot
Das Produktangebot von Signify umfasst drei Bereiche: Lampen, Leuchten sowie Systeme & Dienstleistungen.
- Unter Lampen werden vor allem die LED- und konventionellen Lampen (sowohl in klassischer Lampenform als auch als Kerzen, Spots, Röhren und LightStrips) zusammengefasst. Hinzu kommen elektronische Vorschaltgeräte, Treiber und Sensoren.
- Der Leuchtenbereich umfasst eigene Leuchtengehäuse inklusive eingebauter LEDs, Lampen, Kabeln und anderer Komponenten. Signify bietet Leuchten in verschiedenen Formen sowohl für den Konsumenten- als auch für den professionellen Bedarf an.
- Das Segment der Systeme und Dienstleistungen beinhaltet Software-Systeme zur Überwachung, Steuerung und Verwaltung von Beleuchtung sowie Dienstleistungen wie Lifecycle und Managed Services.[16]

### Philips Hue
Trotz der Umfirmierung bietet Signify sein Konsumenten-Beleuchtungssystem Hue nach wie vor unter dem Markennamen Philips an. Philips Hue, das im Oktober 2012 seine Markteinführung hatte, bietet Smart-Lighting für das Zuhause. Es umfasst Lampen, LightStrips, Strahler, Leuchten und Steuerungen sowohl für den Innen- als auch den Außenbereich des Zuhauses. Die über die drahtlose Spezifikation ZigBee miteinander vernetzten Lampen und Leuchten ermöglichen die individuelle Steuerung und Anpassung der Beleuchtung in Haus und Garten je nach Bedarf. Das System ist mit Smart Home-Plattformen und -Geräten kompatibel und kann so per App, über Schalter oder durch Sprache gesteuert werden. Auch andere Unternehmen haben Geräte, Anwendungen und Systeme entwickelt, die mit dem System interagieren. Durch ein Entwicklerprogramm gibt es mehr als 750 Drittanbieter-Anwendungen für Philips Hue. Das Programm steht Leuchtenherstellern offen, sodass sie Produkte bauen und vermarkten können, in die Philips Hue Technologie integriert ist.

### Interact
Im März 2018 stellte Signify mit Interact eine IoT-Plattform vor, die als Plattform für datengestützte Dienste fungiert. Interact ist eine skalierbare cloud-basierte Plattform, die mit Datenmanagement- und Datenverarbeitungsfunktionen arbeitet, um alle Arten von Daten zusammenzuführen und datengestützte Dienste anzubieten, die über die reine Beleuchtung hinausgehen. Die Interact Plattform bietet Geschäftskunden die Möglichkeiten vernetzter Beleuchtungssysteme in Verbindung mit dem IoT. So ermöglicht Interact den Kunden die Nutzung datengestützter Dienste und datenbasierte Entscheidungen zur Betriebsoptimierung und Kosteneinsparung.
Je nach Anwendungsbereich bietet Signify verschiedene Lösungen basierend auf dem Interact System an. Interact City für die Verwaltung und Steuerung der öffentlichen Beleuchtung in Städten und Kommunen wird bereits an rund 30 Millionen Lichtpunkten auf der ganzen Welt eingesetzt. Die nordrhein-westfälische Stadt Siegburg steuert ihre vernetzte Straßenbeleuchtung zentral über das Lichtmanagement-System. In der amerikanischen Metropole Los Angeles werden zusätzlich zur Beleuchtung spezielle Sensoren verwendet, die das Erfassen von und Reagieren auf Umweltdaten möglich machen.

## Innovationen
Signify hält die Rechte an 18.250 weltweiten Patenten.

### Li-Fi
Im Jahr 2018 stellte Signify mit Light Fidelity (Li-Fi) eine Technologie zur Breitband-Konnektivität über Beleuchtung vor. LiFi bietet wie andere drahtlose Technologien eine drahtlose Zwei-Wege-Hochgeschwindigkeitskommunikation. An Stelle von Funksignalen werden dabei Lichtwellen zur Datenübertragung benutzt. Hierfür hat jede LiFi-fähige Leuchte ein integriertes Modem, welches das Licht mit einer für das menschliche Auge nicht wahrnehmbaren Geschwindigkeit moduliert. Das Licht wird durch einen LiFi USB-Dongle erkannt, der in dem USB-Anschluss des Notebooks oder Tablets steckt. Der Dongle sendet die Daten über eine Infrarotverbindung an die Leuchte zurück. Die Technik erreicht dabei eine stabile Breitband-Verbindungsgeschwindigkeit von 30 MBit pro Sekunde. Die Technologie befindet sich derzeit in verschiedenen Pilotkooperationen mit Unternehmen weltweit, am 1. Oktober 2019 kündigten Signify und Vodafone eine Kooperation zum Thema LiFi an.

### Horticulture
Durch den Umstieg auf LED-Technologie können auch auf dem Gebiet Landwirtschaft und Gartenbau („Horticulture“) neue Wege erschlossen werden, z. B. durch auf einzelne Pflanzenarten zugeschnittene Lichtrezepte und Lichtspektren.

## Nachhaltigkeit
Das Beleuchtungsunternehmen wurde als eine von 139 Firmen auf der CDP Climate Change A-Liste platziert. Die Organisation CDP betreibt ein globales System der Offenlegung von Daten in Hinblick auf Umwelteinflüsse. Diese werden auf einer Skala von A bis D bewertet – A gilt als bestmögliche Note.
Unter dem Titel „Brighter Lives, Better World“ hat Signify im September 2016 ein Nachhaltigkeitsprogramm mit Zielen über einen Zeitraum von fünf Jahren gestartet. Dazu gehören Bekenntnisse zur Sicherheit und zum Umweltschutz, wie die Reduzierung von CO2-Emissionen, das Vermeiden von Deponieabfällen und die Auslieferung von insgesamt über 2 Milliarden energieeffizienten LED-Lampen und -Leuchten bis zum Ende des Jahres 2020. Nach eigener Aussage von Signify konnte so bis 2018 die CO2-Bilanz um 49 % gesenkt und der Anteil des Umsatzes mit Produkten, Systemen und Dienstleistungen, die ökologische und soziale Vorteile bieten, auf 79 % erhöht werden.